# Фонсека (Колумбия)
Фонсе́ка (исп. Fonseca) — город и муниципалитет на северо-востоке Колумбии, на территории департамента Гуахира.

## Географическое положение

Муниципалитет Фонсека

Город расположен в юго-восточной части Гуахиры, на правом берегу реки Ранчерия, на расстоянии приблизительно 70 километров к югу от Риоачи, административного центра департамента. Абсолютная высота — 167 метров над уровнем моря.

Площадь муниципалитета составляет 719 км².

## Население
По данным Национального административного департамента статистики Колумбии, совокупная численность населения города и муниципалитета в 2012 году составляла 31 514 человек.
Динамика численности населения города по годам:
| 2005   | 2006   | 2007   | 2008   | 2009   | 2010   | 2011   | 2012   |
| ------ | ------ | ------ | ------ | ------ | ------ | ------ | ------ |
| 26 831 | 27 571 | 28 256 | 28 941 | 29 603 | 30 252 | 30 891 | 31 514 |

Согласно данным переписи 2005 года мужчины составляли 49,2 % от населения города, женщины — соответственно 50,8 %. В расовом отношении белые и метисы составляли 70 % от населения города; негры, мулаты и райсальцы — 3,8 %; индейцы — 2,8 %.
Уровень грамотности среди всего населения составлял 89,7 %.

## Экономика
Основу экономики города составляет сельскохозяйственное производство.

55,4 % от общего числа городских и муниципальных предприятий составляют предприятия торговой сферы, 29,3 % — предприятия сферы обслуживания, 14,1 % — промышленные предприятия, 1,1 % — предприятия иных отраслей экономики.